# Bleuenn Battistoni
Bleuenn Battistoni (Lione, 1999) è una danzatrice francese, Danseuse Étoile del balletto dell'Opéra di Parigi dal 2024.

## Biografia
Battistoni scoprì la danza all'età di quattro anni. A dodici anni iniziò a studiare la tecnica del balletto con il sogno di diventare una ballerina professionista. Nel 2013 entrò al Conservatorio Nazionale Superiore di Parigi, per poi accedere nel 2014 alla Scuola di danza dell'Opéra. Nel 2017 sì unì al corpo di ballo del Balletto dell'Opéra. Quattro anni dopo fu promossa a coryphée, e nel 2022 a sujet. Nel 2023 è stata nominata prima ballerina, mentre nel marzo 2024 è stata proclamata étoile dopo una rappresentazione de La fille mal gardée con Marcelino Sambé.
Per le sue origini italiane, nel 2022 ha danzato in vari teatri italiani in occasione del festival di danza Les Italiens de l’Opera, diretto da Alessio Carbone.

## Repertorio
- The Seasons' Canon, di Crystal Pite (2018)
- Le Lac des cygnes, di Rudolf Nureyev (2019)
- Blake Works, di William Forsythe (2019)
- Don Quichotte, di Rudolf Nureyev (2021)
- Fête des fleurs à Genzano, di August Bournonville (2021)
- Giselle, di Jules Perrot e Jean Coralli (2022)
- The Vertiginous Thrill of Exactitude, di William Forsythe (2022)
- Mayerling, di Kenneth MacMillan (2022)
- L'Histoire de Manon,  di Kenneth MacMillan (2023)
- The Dante Project, di Wayne McGregor (2023)

## Riconoscimenti
- 2013 - Terza classificata al concorso Youth America Grand Prix di Parigi[5]
- 2021 - Premio Cercle Carpeaux
- 2022 - Premio AROP